# Edda (miniserie televisiva)
Edda è una miniserie televisiva italiana, trasmessa per la prima volta in Italia da Rai 1 nel 2005. La fiction narra le vicende della figlia di Benito Mussolini, Edda e del marito Galeazzo Ciano.

## Descrizione
La mini-serie è prodotta da Rai Fiction, Lux Vide e Rai Trade, ed è composta da due puntate dalla durata di 100 minuti ciascuna. Venne trasmessa in prima visione TV il 23 e il 24 maggio 2005 in prima serata su Rai Uno.
L'attrice protagonista è Alessandra Martines che interpreta Edda, figlia di Benito Mussolini e di donna Rachele. La regia è di Giorgio Capitani mentre il produttore è Luca Bernabei.

## Ascolti
| n° | Prima TV Italia | Telespettatori | Share  |
| -- | --------------- | -------------- | ------ |
| 1  | 23 maggio 2005  | 7 702 000      | 29,60% |
| 2  | 24 maggio 2005  | 8 880 000      | 35,60% |